# 邓世松
邓世松，中华人民共和国政治人物、全国脱贫攻坚先进个人。

## 生平
邓世松任安徽省庐江县人民武装部部长。因在脱贫攻坚战中作出突出贡献，2021年2月25日全国脱贫攻坚总结表彰大会上，邓世松被授予“全国脱贫攻坚先进个人”。